# Otherland
Otherland är en bokserie av Tad Williams där karaktärerna fastnar i en virtuell verklighet. I den första boken De gyllene skuggornas stad introduceras man till konceptet som rör hela världen boken utspelar sig i, en parallell verklighet där Internet istället blev Otherland.
Världen har kommit att bli den plats där MMORPG-spelet Otherland utspelar sig där användare kan skapa och hoppa mellan virtuella världar.